# Sugar Grove (Ohio)
Sugar Grove és una vila dels Estats Units a l'estat d'Ohio. Segons el cens del 2000 tenia 448 habitants.

## Demografia
Segons el cens del 2000, Sugar Grove tenia 448 habitants, 162 habitatges, i 121 famílies. La densitat de població era de 823,7 habitants/km².
Dels 162 habitatges en un 41,4% hi vivien nens de menys de 18 anys, en un 55,6% hi vivien parelles casades, en un 15,4% dones solteres, i en un 24,7% no eren unitats familiars. En el 22,8% dels habitatges hi vivien persones soles el 9,9% de les quals corresponia a persones de 65 anys o més que vivien soles. El nombre mitjà de persones vivint en cada habitatge era de 2,77 i el nombre mitjà de persones que vivien en cada família era de 3,17.
Per edats la població es repartia de la següent manera: un 32,8% tenia menys de 18 anys, un 8,9% entre 18 i 24, un 28,3% entre 25 i 44, un 18,5% de 45 a 60 i un 11,4% 65 anys o més.
L'edat mediana era de 32 anys. Per cada 100 dones de 18 o més anys hi havia 88,1 homes.
La renda mediana per habitatge era de 39.107 $ i la renda mediana per família de 42.500 $. Els homes tenien una renda mediana de 32.813 $ mentre que les dones 22.083 $. La renda per capita de la població era de 14.547 $. Aproximadament el 6,1% de les famílies i el 6% de la població estaven per davall del llindar de pobresa.

## Poblacions properes
El següent diagrama mostra les poblacions més properes.